# 1850 Kohoutek
1850 Kohoutek este un asteroid din centura principală, descoperit pe 23 martie 1942 de Karl Reinmuth.

## Denumirea asteroidului
Asteroidul a primit numele în onoarea astronomului ceh Luboš Kohoutek, descoperitor al unor comete și al mai multor asteroizi.

## Caracteristici
Asteroidul prezintă o orbită caracterizată de o semiaxă majoră egală cu 2,2508626 u.a. și de o excentricitate de 0,1252788, înclinată cu 4,04983° în raport cu ecliptica.